# Рожиська сільська рада
Рожи́ська сільська́ ра́да — адміністративно-територіальна одиниця та орган місцевого самоврядування в Підволочиському районі Тернопільської області. Адміністративний центр — село Рожиськ.

## Загальні відомості
- Територія ради: 1,58 км²
- Населення ради: 347 осіб (станом на 2001 рік)
- Територією ради протікає річка Збруч

## Населені пункти
Сільській раді підпорядковані населені пункти:
- с. Рожиськ

## Склад ради
Рада складається з 12 депутатів та голови.
- Голова ради: Патрило Ольга Богданівна
- Секретар ради: Левицька Світлана Степанівна

### Керівний склад попередніх скликань
| Прізвище, ім'я, по батькові | Основні відомості                                                                    | Дата обрання | Дата звільнення |
| --------------------------- | ------------------------------------------------------------------------------------ | ------------ | --------------- |
| Патрило Ольга Богданівна    | Сільський голова, 1968 року народження, освіта вища, член Партії «Реформи і порядок» | 26.03.2006   | 31.10.2010      |
| Патрило Ольга Богданівна    | Сільський голова, 1968 року народження, освіта вища, позапартійна                    | 31.10.2010   |                 |

Примітка: таблиця складена за даними сайту Верховної Ради України

### Депутати
За результатами місцевих виборів 2010 року депутатами ради стали:

#### За суб'єктами висування
| Суб'єкт висування                                       | Кількість обраних депутатів | %    |
| ------------------------------------------------------- | --------------------------- | ---- |
| Самовисування                                           | 11                          | 91,7 |
| Політична партія Всеукраїнське об'єднання «Батьківщина» | 1                           | 8,3  |

#### За округами
| № округу                                                | Прізвище, ім'я, по батькові   | Дата визнання обраним | Освіта             | Партійна приналежність                        | Відомості про обраного депутата                           |
| ------------------------------------------------------- | ----------------------------- | --------------------- | ------------------ | --------------------------------------------- | --------------------------------------------------------- |
| Політична партія Всеукраїнське об'єднання «Батьківщина» |                               |                       |                    |                                               |                                                           |
| 10                                                      | Мархивка Василь Петрович      | 01.11.2010            | середня спеціальна | член Всеукраїнського об'єднання «Батьківщина» | тимчасово не працює                                       |
| Самовисування                                           |                               |                       |                    |                                               |                                                           |
| 1                                                       | Липка Любов Никифорівна       | 01.11.2010            | середня            | позапартійна                                  | тимчасово не працює                                       |
| 2                                                       | Липка Марія Євгенівна         | 01.11.2010            | середня спеціальна | позапартійна                                  | с. Рожиськ ФАП, завідувачка ФАП, фельдшер                 |
| 3                                                       | Галоха Любов Михайлівна       | 01.11.2010            | середня спеціальна | позапартійна                                  | Ножиська школа(повар), повар                              |
| 4                                                       | Лукасевич Лариса Анатоліївна  | 01.11.2010            | середня спеціальна | позапартійна                                  | тимчасово не працює                                       |
| 5                                                       | Балабан Надія Михайлівна      | 01.11.2010            | середня            | позапартійна                                  | Рожиська сільська рада(бухгалтер), бухгалтер              |
| 6                                                       | Бернардин Богдан Степанович   | 01.11.2010            | вища               | позапартійний                                 | Рожиська загальноосвітня школа І-ІІ ст., вчитель          |
| 7                                                       | Цимбрак Степан Володимирович  | 01.11.2010            | середня спеціальна | позапартійний                                 | смт. Підволочиськ УЕГГ, слюсар                            |
| 8                                                       | Васецька Наталія Мирославівна | 01.11.2010            | середня спеціальна | позапартійна                                  | тимчасово не працює                                       |
| 9                                                       | Левицька Світлана Степанівна  | 01.11.2010            | середня спеціальна | позапартійна                                  | Рожиська сільська рада(секретар), секретар сільської ради |
| 11                                                      | Липка Роман Євгенович         | 01.11.2010            | середня спеціальна | позапартійний                                 | тимчасово не працює                                       |
| 12                                                      | Нагірна Надія Ігорівна        | 01.11.2010            | вища               | позапартійна                                  | ТОВ «Лесі Українки»(бухгалтер), бухгалтер                 |